# 경주 손곡동과 물천리 유적
경주 손곡동과 물천리 유적(慶州 蓀谷洞과 勿川里 遺蹟)은 대한민국 경상북도 경주시 천북면에 있는 신라의 유적분포지이다. 2001년 4월 28일 대한민국의 사적 제430호로 지정되었다.

## 개요
경주 손곡동과 물천리 유적은 일찍이 신라 가마가 집단적으로 남아 있는 것으로 전해지는 곳이었는데, 1994년 지표조사와 1995년 시굴조사에서 여러 종류의 가마와 고분이 집단으로 남아 있음이 확인되었다.
이곳은 국내 발굴사상 최대규모의 토기·숯과 관련된 생산유적으로 토기가마와 관련된 채토장, 공방지, 건물지, 생산도구 등이 두루 확인되어 전체 생산공정 복원과 나아가 한국 고대사에 있어서 요업기술발달사를 이해하는 데에 중요한 자료를 제공한다.
또한 발굴을 통하여 경주 일원에서 아직 그 발굴 예가 흔치 않은 청동기시대 주거지를 다수 확인하였는데 인근의 천군동 유적에서도 동시기 유적의 존재가 알려진 바 있어 현 보문호를 중심으로 하는 지역에 청동기 시대의 취락집단의 분포를 확인할 수 있게 되었다.
경주 손곡동과 물천리 유적은 신라시대의 산업 생산 활동 및 생활사를 밝혀낼 수 있는 중요한 유구 및 유물이 확인된 곳으로, 역사적· 학술적인 면에서 가치가 인정되는 귀중한 자료이며 고대 생산유적의 전형을 잘 보여주는 중요한 곳이다.

## 참고 자료
- 경주 손곡동과 물천리 유적 - 국가유산청 국가유산포털